# Velo de novia (1971)
Velo de novia é uma telenovela mexicana, produzida pela Televisa e exibida em 1971 pelo El Canal de las Estrellas.

## Sinopse
Esta história começa com um casamento arranjado. Andrea é namorada prometida de Luciano, mas ela o abandona ao descobrir que ele está tendo casos com sua irmã Flor. Ela abandona desesperadamente a família e encontra o verdadeiro amor em Marcelo, um competidor de carros de corrida. Mas eles o envolvem com Irene. Flor engravida de Luciano, envergonhada, entrega o bebê para a irmã, hoje casada com Marcelo. Depois de alguns anos, Flor também consegue se casar. Ela descobre que ficou estéril, mas seu marido quer um filho. Ela decide tirar o filho da irmã. Aqui começa uma briga judicial entre as duas irmãs pela custódia da criança. Então Luciano se mata, mas por quem? Uma história comovente com o extremo da surpresa.

## Elenco
- Julissa - Andrea
- Andrés García - Luciano Montesinos
- Blanca Sánchez - Irene
- María Teresa Rivas - Angélica vda. de Montesinos
- Julieta Bracho - Flor de Montesinos
- Anita Blanch - Elena
- July Furlong
- Dagoberto Rodríguez
- Miguel Manzano
- Héctor Bonilla - Sergio
- Sergio Jiménez
- Rafael Banquells
- Alicia Montoya - Carolina
- Luis Aragón
- Beatriz Sheridan
- Carlos Monden
- Fanny Schiller
- Pilar Pellicer - Martha